# Polska Jasienicy
Polska Jasienicy – polski miniserial dokumentalny z 2010 w reżyserii Rafała Mierzejewskiego opowiadający losy historyka i literata Pawła Jasienicy.
Film powstał według scenariusza Remigiusza Grzeli i Piotra Morawskiego. Producentem była Agnieszka Traczewska, kierownikiem produkcji Krystyna Świeca. Zdjęcia do trzyodcinkowego obrazu wykonał Andrzej Adamczak.

## Spis odcinków[2]
| Numer          | Tytuł                      |
| -------------- | -------------------------- |
|                |                            |
| SERIA PIERWSZA |                            |
|                |                            |
| 1              | Żołnierz wyklęty           |
|                |                            |
| 2              | Wróg publiczny             |
|                |                            |
| 3              | Tajny współpracownik: żona |
|                |                            |